# Ten Standard Firefighting Orders
Die Ten Standard Firefighting Orders (and 18 Watchouts Situations) wurden vom United States Forest Service 1957 erarbeitet, nachdem es bei verschiedenen Waldbränden in den zwanzig Jahren vorher zu hohen Todeszahlen unter den Brandbekämpfern gekommen war. Sie gehören heutzutage zum Standardwissen von Wildhütern und Feuerwehrleuten in den Vereinigten Staaten, die mit der Waldbrandbekämpfung befasst sind.

## Geschichte
Die Originalregeln wurden 1957 von einer Taskforce unter dem Forest Ranger Richard E. McArdle entwickelt. Hintergrund waren die Todesopfer unter den Brandbekämpfern beim Blackwater-, Hauser-Canyon-, Mann-Gulch-, Rattlesnake- und Inaja-Waldbrand. Zudem wurden weitere Waldbrände ausgewertet, bei denen Todesopfer nur knapp vermieden werden konnten. Vorbild für die Regeln waren die General Orders for Sentries der Streitkräfte der Vereinigten Staaten.
Kurz nach ihrer Einführung wurden die 10 Regeln durch 18 Situationen ergänzt, in denen erhöhte Vorsicht geboten ist. Zuletzt wurden sie 2002 überarbeitet und angepasst.
Es werden immer wieder Stimmen laut, dass die Regeln in der Realität schwer zu befolgen sind und einer erneuten Anpassung bedürfen.

## Die 10 Regeln und 18 Situationen erhöhter Vorsicht
Die zehn Regeln werden ihrer Wichtigkeit nach geordnet. Sie sollen dem Brandbekämpfer ermöglichen die Situation zu bewerten, Gefahren korrekt zu erfassen und im Notfall sicher zu entkommen. Zudem sollen sie bei der nachträglichen Aufarbeiten von Einsätzen unterstützen. 
| Ten Standard Firefighting Orders | Ten Standard Firefighting Orders                                                        | Ten Standard Firefighting Orders                                                                          |
| Nr.                              | Regel                                                                                   | Übersetzung/Erläuterung                                                                                   |
| -------------------------------- | --------------------------------------------------------------------------------------- | --- |
| 1.                               | Keep informed on fire weather conditions and forecasts.                                 | Informiere dich über die das Feuer beeinflussenden Wetterbedingungen und -vorhersagen.                    |
| 2.                               | Know what your fire is doing at all times.                                              | Wisse jederzeit, wie sich das Feuer gerade verhält.                                                       |
| 3.                               | Base all actions on current and expected behavior of the fire.                          | Basiere deine Handlungen sowohl auf dem derzeitigen als auch auf dem zu erwartenden Verhalten des Feuers. |
| 4.                               | Identify escape routes and safety zones and make them known.                            | Lege Fluchtwege und Sicherheitszonen fest und sorge für deren Bekanntmachung.                             |
| 5.                               | Post lookouts when there is possible danger.                                            | Setze Aufklärungsposten ein, wenn eine mögliche Gefahr droht.                                             |
| 6.                               | Be alert. Keep calm. Think clearly. Act decisively.                                     | Sei wachsam. Bleibe besonnen. Denke klar. Handle entschieden.                                             |
| 7.                               | Maintain prompt communications with your forces, your supervisor, and adjoining forces. | Halte ständig Kontakt mit deinen Einheiten, deinem Vorgesetzten und den mitwirkenden Kräften.             |
| 8.                               | Give clear instructions and insure they are understood.                                 | Gebe klare Anweisungen und versichere dich, dass diese auch verstanden wurden.                            |
| 9.                               | Maintain control of your forces at all times.                                           | Behalte jederzeit die Kontrolle über deine Einheiten.                                                     |
| 10.                              | Fight fire aggressively, having provided for safety first.                              | Bekämpfe das Feuer aggressiv, nachdem du für Sicherheit gesorgt hast.                                     |

Die 18 Situationen erhöhter Vorsicht gilt es nach Möglichkeit zu vermeiden. Sollte eine solche Situation auftreten, so droht unmittelbar Gefahr.
| 18 Watchouts Situations | 18 Watchouts Situations                                              | 18 Watchouts Situations |
| Nr.                     | Situation                                                            | Übersetzung/Erläuterung |
| ----------------------- | -------------------------------------------------------------------- | --- |
| 1.                      | Fire not scouted and sized up.                                       | Das Feuer wurde nicht aufgeklärt und dessen Ausdehnung ist nicht bekannt.                                                  |
| 2.                      | In country not seen in daylight.                                     | Die Landschaft wurde noch nicht bei Tageslicht gesehen.                                                                    |
| 3.                      | Safety zones and escape routes not identified.                       | Sicherheitszonen und Fluchtwege wurden nicht festgelegt.                                                                   |
| 4.                      | Unfamiliar with weather and local factors influencing fire behavior. | Die lokalen Wetterbedingungen und Landschaftsfaktoren sind nicht vertraut.                                                 |
| 5.                      | Uninformed on strategy, tactics, and hazards.                        | Man ist uninformiert über die Strategie, die Taktiken und die Gefahren.                                                    |
| 6.                      | Instructions and assignments not clear.                              | Anweisungen und Verabredungen sind unklar.                                                                                 |
| 7.                      | No communication link with crewmembers/supervisors.                  | Es gibt keine Kommunikationsverbindung zu den Teammitgliedern/Vorgesetzten.                                                |
| 8.                      | Constructing line without safe anchor point.                         | Die Brandschneise wird ohne sicheren Ausgangspunkt angelegt.                                                               |
| 9.                      | Building fireline downhill with fire below.                          | Anlegen der Brandschneise hangabwärts mit einem weiter im Tal befindlichen Feuer.                                          |
| 10.                     | Attempting frontal assault on fire.                                  | Die Brandbekämpfung erfolgt frontal auf das Feuer zu.                                                                      |
| 11.                     | Unburned fuel between you and the fire.                              | Es befindet sich unverbranntes Material zwischen dir und dem Feuer.                                                        |
| 12.                     | Cannot see main fire, not in contact with anyone who can.            | Das Hauptfeuer befindet sich nicht in Sichtweite und es herrscht kein Kontakt zu jemandem, der das Feuer beobachtet.       |
| 13.                     | On a hillside where rolling material can ignite fuel below.          | Man befindet sich auf einem Hügel, an dem durch herabrollendes Material ein Feuer weiter hangabwärts entfacht werden kann. |
| 14.                     | Weather is getting hotter and drier.                                 | Das Wetter wird wärmer und trockener.                                                                                      |
| 15.                     | Wind increases and/or changes direction.                             | Der Wind frischt auf und/oder ändert seine Richtung.                                                                       |
| 16.                     | Getting frequent spot fires across line.                             | Es bilden sich zunehmend kleinere Brandherde entlang der Feuerlinie.                                                       |
| 17.                     | Terrain and fuels make escape to safety zones difficult.             | Gelände und brennbares Material erschweren den Rückzug zu den Sicherheitszonen.                                            |
| 18.                     | Taking a nap near the fire line.                                     | Es wird ein Nickerchen nahe der Feuerlinie gemacht.                                                                        |